# Deáky András
Deáky András (Hadadgyőrtelek, 1941. október 3. –) tanár, Magyar Örökség díjas.

## Életrajza
Erdélyben született, Hadadgyőrteleken, ahol apja tanító volt. Hároméves korában a család visszaköltözött Gyimesbükkre. Itt járta ki elemi iskoláit, akkor még magyar nyelven, majd Sepsiszentgyörgyön, a Székely Mikó Kollégiumban végezte el a gimnáziumot. A főiskolát Marosvásárhelyen, az egyetemet pedig Kolozsváron a Babeș–Bolyai Tudományegyetemen, magyar–német szakon végezte.
Az egyetem elvégzése után Gyimesbükkre kérte kinevezését, ahol tanárként dolgozott, majd mint iskolaigazgató ment nyugdíjba. Jelenleg vállalkozóként turisztikával foglalkozik.
2016 márciusában Magyar Örökség díjat kapott.

## Munkássága
Nevéhez fűződik a magyar nyelvű oktatás bevezetése három gyimesi iskolában, a kontumáci kápolna és a legkeletibb magyar vasúti őrház felújítása.

## Főbb munkái
- Szemben az árral. Élet a Gyimesekben; Státusz, Csíkszereda, 2012